# Fracto
Fracto fue un programa de televisión producido y transmitido por el desaparecido canal de pago Locomotion, donde se exhibían trabajos que combinaban la música electrónica y el diseño gráfico mediante video, collages o superposición de imágenes, animación en Macromedia Flash, etc.

## Historia
Fracto fue la primera producción original de Locomotion, creada internamente por Diego Ramos (productor creativo del canal) y estrenada el lunes 2 de octubre de 2000. Definido como "música visual", Fracto combinaba imágenes digitales con las tendencias de vanguardia en música electrónica, ofreciendo a los espectadores una forma novedosa de entretenimiento.

"El concepto básico de Fracto es el de interpretar la música a través de recursos visuales sincronizados y evocar una sensación de bienestar a través de imágenes rítmicas"
Definió Walter Zamora, director creativo del canal, 2000.

Locomotion se había asociado con el sello discográfico independiente Estatus Discos, de Argentina, especializado en música electrónica house. Este sello, junto con sus subdivisiones Secsy Discos (enfocado en música pop) y Cosmic Music (centrado en electrónica en general), fue creado por Matías Mariño y Andrés Cáceres. Uno de los acuerdos de esta alianza establecía que el canal debía promocionar a los artistas del sello. Según Rodrigo Piza, gerente general de Locomotion, la alianza con Estatus Discos reafirmaba el compromiso del canal de promover exponentes independientes de la música electrónica, ya que este género era parte integral de su contenido.
Los episodios, de treinta minutos de duración, incluían temas de artistas del circuito under de Argentina y España, como Boeing (Leonel Castillo), de Estatus Discos, y O Com, de Boozo Music. Junto a sellos de música internacional, Locomotion obtenía música original para cada segmento.
En 2003, el canal renovó el concepto del programa: dejó de ser un segmento de treinta minutos para transformarse en un espacio intersticial, emitido durante los cortes comerciales o antes de cada programa. En este nuevo formato, se presentaban videoclips de grupos, bandas o solistas promovidos por el canal en asociación con Estatus Discos y Secsy Discos, como Los Látigos, Miranda!, Canu y Boeing.

## Love Vision
Fracto se complementaba durante los cortes comerciales del canal con el espacio Love Vision. Éste era un segmento intersticial grabado en directo en los estudios de Locomotion, el programa era una sesión en vivo de visuales utilizados en fiestas sincronizados con música de Estatus Discos y Locomotion. Piezas de un minuto con la frescura de una noche de fiesta.

## Premios
Para la edición de los Premios Promax & BDA del año 2002 celebrada en Los Ángeles del 26 al 29 de junio, la señal Locomotion contó con ocho nominaciones. Fracto fue ganador del Premio de Plata en la categoría "In House Interstitial" del género "Non-news".